# Srážecí plech

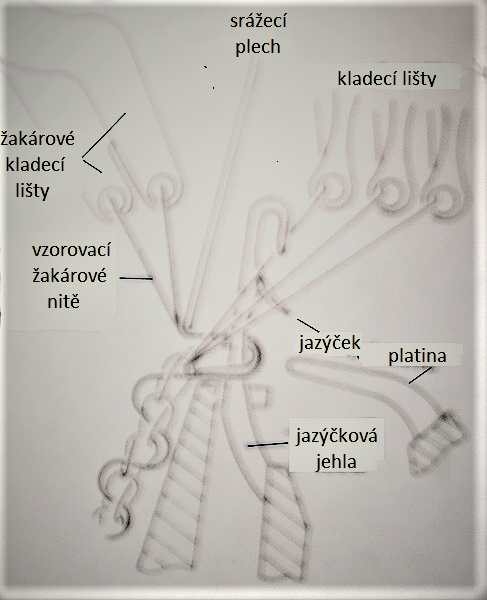
Schéma funkce rašlu se srážecím plechem

Srážecí plech (angl.: fall plate, něm.: Fallblech) je zařízení, s pomocí kterého se na rašlových strojích dají výhodným způsobem zhotovovat zvláštní vzory pletenin.

## Funkce srážecího plechu
Srážecí plech je lišta, která probíhá přes celou pracovní šířku stroje a pohybuje se vertikálním směrem. Osnovní nitě jsou pohybem plechu vysunovány z hlavice směrem ke stvolu jehly a tak je umožněno pletení kombinace očka s kličkou v jednom pracovním cyklu. Na tomto principu se zakládá zhotovení speciálních vzorů s výrazně členěným povrchem (Fallblechmuster). 

## Vzorování se srážecím plechem
Princip: Ze základní pleteniny z jemnější příze, zpravidla v otevřené nebo prolamované vazbě (např. mřížkový tyl), vystupuje plastická struktura z kliček pletených většinou z hrubší příze.
Pleteniny vyrobené se srážecím plechem se používají na krajky a záclonovinu.
Vzorování s charakterem výšivky se nazývá brodésette. Tohoto efektu se dosahuje např. kombinací  chytových kliček s  řetízkovou nebo  trikotovou vazbou.